# Goniana
Goniana is een nagar panchayat (plaats) in het district Bathinda van de Indiase staat Punjab. 

## Demografie
Volgens de Indiase volkstelling van 2001 wonen er 12.812 mensen in Goniana, waarvan 54% mannelijk en 46% vrouwelijk is. De plaats heeft een alfabetiseringsgraad van 71%. 